# Pierre Gerbet
 (janvier 2018).
Pour les articles homonymes, voir Gerbet.
Pierre Gerbet, né en juillet 1918 et mort le 11 juin 2009 à Bucarest, est un historien et professeur d'université français.

## Biographie

### Jeunesse et études
Pierre Gerbet effectue ses études à l'université de Strasbourg et à l'université de Clermont-Ferrand. Il est reçu à l'agrégation d'histoire. Il est diplômé de l'Institut d'études politiques de Paris en 1946. 
Il obtient son doctorat en histoire en 1977, et est reçu à l'agrégation d'histoire.

### Parcours professionnel
Une fois reçu à l'agrégation, Pierre Gerbet enseigne au lycée Corneille de Rouen, puis au lycée Buffon à Paris. 
De 1958 à 1962, il est chargé de recherche au Centre d’Etudes des relations internationales (CERI) de l'IEP de Paris. Il travaille de 1962 à 1966 à la faculté des lettres de l'université de Paris.
Dès 1966, il est recruté comme maître assistant à l'Institut d'études politiques de Paris. Il dispense un cours d'institutions européennes en duo avec Paul Reuter. Pendant les évènements de Mai 68, il est élu par les maîtres de conférences de l'école pour les représenter au sein d'une commission composée d'étudiants, de représentants des maîtres de conférences, et de représentants des professeurs. Il siège ainsi aux côtés de Jean-Michel Bloch-Lainé, Pierre Joxe, Alain Lancelot, et Jacques Rigaud.
Après l'obtention de son doctorat en 1977, il est nommé professeur de sciences politiques à l'université de Poitiers en 1981. En 1984-1985, il est brièvement professeur à l'Institut d'études politiques de Paris.
Pierre Gerbet consacre l'essentiel de ses recherches à la construction européenne et aux organisations internationales. Il est l'auteur de nombreux livres et articles sur ces sujets.

## Publications
- Les Organisations internationales, Presses universitaires de France, Paris, 1958.
- La construction de l'Europe, Imprimerie nationale, Paris, 1983.
- La naissance du marché commun, Éditions Complexe, Bruxelles, 1987.
- Politique étrangère de la France  (avec la collaboration de Jean Laloy, Jacques Dupuy, Jacques de Folin et Henry Rollet), t. 5 : Le relèvement, 1944-1949, Paris, Imprimerie nationale, 1991, 481 p. (ISBN 2-11-081082-3, présentation en ligne), [présentation en ligne].
- Dictionnaire historique de l'Europe unie, André Versaille, 2009.

## Sources
1. 1 2 3 4 5 6 7 8 9 10  « SIRICE - Hommage à Pierre Gerbet », sur irice.univ-paris1.fr (consulté le 14 janvier 2018)
2. ↑  Marie Scot, Sciences Po, le roman vrai, Sciences Po, les presses, 2022 (ISBN 978-2-7246-3915-5)
3. ↑  Gérard Vincent et Anne-Marie Dethomas, Sciences po: Histoire d'une réussite, Plon (réédition numérique FeniXX), 1er janvier 1987 (ISBN 978-2-259-26077-0, lire en ligne)
4. ↑  Richard Descoings, Sciences Po: de La Courneuve à Shangai, Sciences Po, les presses, 2007 (ISBN 978-2-7246-0990-5)